# Nuoto ai Giochi della II Olimpiade - 1000 metri stile libero
I 1000 metri stile libero erano una delle sette gare del programma di nuoto dei Giochi della II Olimpiade di Parigi. 
Questa era una delle tre gare, che si disputavano in questi giochi, in stile libero; si disputò tra l'11 e il 12 agosto 1900. Vi parteciparono sedici nuotatori, provenienti da sei nazioni .
v

## Risultati
Il primo turno di divideva in quattro semifinali. Il vincitore di ogni semifinale era qualificato per la finale; poterono prendere parte a questa anche i sei atleti con il miglior tempo. Le semifinali si tennero l'11 agosto.

### Semifinali

#### I Semifinale
| Posizione | Atleta            | Paese         | Tempo   |
| --------- | ----------------- | ------------- | ------- |
| 1         | John Jarvis       | Gran Bretagna | 14'28"6 |
| 2         | Maurice Hochepied | Francia       | 17'13"2 |
| 3         | Erik Eriksson     | Svezia        | 17'41"2 |
| 4         | Fumouze           | Francia       | 18'00"0 |

#### II Semifinale
| Posizione | Atleta     | Paese   | Tempo   |
| --------- | ---------- | ------- | ------- |
| 1         | Verbecke   | Francia | 17'18"2 |
| 2         | Lué        | Francia | 24'15"0 |
| 3         | Lapostolet | Francia | 25'52"0 |
| ritirato  | Souchu     | Francia | ---     |

#### III Semifinale
| Posizione | Atleta             | Paese    | Tempo   |
| --------- | ------------------ | -------- | ------- |
| 1         | Zoltán Halmay      | Ungheria | 14'52"6 |
| 2         | Otto Wahle         | Austria  | 15'27"0 |
| 3         | Georges Leuillieux | Francia  | 17'09"6 |
| 4         | Désiré Mérchez     | Francia  | 18'00"0 |

#### IV Semifinale
| Posizione | Atleta       | Paese         | Tempo   |
| --------- | ------------ | ------------- | ------- |
| 1         | Max Hainle   | Germania      | 15'54"0 |
| 2         | Bill Burgess | Gran Bretagna | 16'54"0 |
| 3         | Louis Martin | Francia       | 16'58"0 |
| 4         | Texier       | Francia       | 21'33"0 |

### Finale
La finale si tenne il 12 agosto. Jarvis vinse facilmente, con più di un minuto di un distacco da Wahle.
| Posizione | Atleta             | Paese         | Tempo   |
| --------- | ------------------ | ------------- | ------- |
|           | John Jarvis        | Gran Bretagna | 13'40"2 |
|           | Otto Wahle         | Austria       | 14'43"6 |
|           | Zoltán Halmay      | Ungheria      | 15'16"4 |
| 4         | Max Hainle         | Germania      | 15'22"6 |
| 5         | Louis Martin       | Francia       | 16"30'4 |
| 6         | Georges Leuillieux | Francia       | 16"53'2 |
| 7         | Maurice Hochepied  | Francia       | 16"53'4 |
| 8         | Verbecke           | Francia       | 17"13'8 |
| 9         | Erik Eriksson      | Svezia        | 17"50'0 |
| ritirato  | Bill Burgess       | Gran Bretagna | ---     |